# Стек
Стек (англ. stack — «стос, стіс») в інформатиці та програмуванні — різновид лінійного списку, структура даних, яка працює за принципом (дисципліною) «останнім прийшов — першим пішов» (LIFO, англ. last in, first out). Усі операції (наприклад, видалення елемента) в стеку можна проводити тільки з одним елементом, який міститься на верхівці стека та був уведений у стек останнім.
Стек можна уявити як стопку тарілок, з якої можна взяти верхню, і на яку можна покласти верхню тарілку. Інша назва стека — «магазин», за аналогією з принципом роботи магазина в автоматичній зброї.

## Операції зі стеком

Виконання операцій push та pop.

Приклад виконання операцій зі стеком.

- push («заштовхнути елемент»): елемент додається в стек та розміщується в його верхівці. Розмір стека збільшується на одиницю. При перевищенні граничної величини розміру стека, відбувається переповнення стека (англ. stack overflow).

- pop («виштовхнути елемент»): повертає елемент з верхівки стека. При цьому він видаляється зі стека і його місце у верхівці стека займає наступний за ним відповідно до правила LIFO, а розмір стека зменшується на одиницю. При намаганні «виштовхнути» елемент зі вже пустого стека, відбувається ситуація «незаповненість» стека (англ. stack underflow).

Кожна з цих операцій зі стеком виконується за фіксований час O(1) і не залежить від розміру стека.
Додаткові операції (присутні не у всіх реалізаціях стека):
- isEmpty: перевірка наявності елементів у стеку; результат: істина (true), коли стек порожній.
- isFull: перевірка заповненості стека. Результат: істина, коли додавання нового елементу неможливе.
- clear: звільнити стек (видалити всі елементи).
- top: отримати верхній елемент (без виштовхування).
- size: отримати розмір (кількість елементів) стека.
- swap: поміняти два верхніх елементи місцями.

## Організація в пам'яті комп'ютера
Стек можна організувати як масив або множину комірок у певній ділянці пам'яті комп'ютера з додатковим зберіганням ще й вказівника на верхівку стека. Заштовхування елемента в стек збільшує адресу вказівника, виштовхування елемента зменшує її. Таким чином, адреса вказівника завжди відповідає комірці масиву, в якій зараз міститься верхівка стека.
Багато процесорів ЕОМ мають спеціалізовані регістри, які використовуються як вказівники на верхівку стека, або використовують деякі з регістрів загального вжитку для цієї спеціальної функції в певних режимах адресації пам'яті.

## Приклади застосування
Калькулятори (стекові машини), де запис виразів організовано в інверсній польській нотації, використовують стек для збереження даних обчислень. Прикладом використання стекової машини є програма UNIX dc.
Існують «стеко-орієнтовані» мови програмування (Forth, PostScript), які використовують стек як базову структуру даних при виконанні багатьох операцій (арифметичних, логічних, вводу-виводу тощо).
Стеко-орієнтованими є деякі з віртуальних машин, наприклад віртуальна машина Java.
Компілятори мов програмування можуть використовувати стек для передавання параметрів у процесі виклику підпрограм, процедур та функцій (іншим поширеним способом передавання є регістри). Спеціалізований стек використовується також для збереження адрес повернення з підпрограм.

## Реалізація базових алгоритмів
На мовах програмування високого рівня, стек можна реалізувати за допомогою масиву та додаткової змінної. Для зберігання елементів стека резервується масив S[1..n] певного розміру та додаткова змінна top[S], яка буде зберігати індекс верхівки стека.
Операції push та pop тоді можна записати так (без перевірки на переповнення та «незаповненість»):
 PUSH (S, x)

 1 top[S] := top[S] + 1 // збільшення індексу на 1

 2 S[top[S]] := x // запис нового елемента у верхівку стека
 POP (S)

 1 top[S] := top[S] - 1 // зменшення індексу на 1

 2 return S[top[S] + 1] // повернення колишньої верхівки стека

Приклад реалізації стека на мові C++ за допомогою масиву:
```
template
 
<
class
 
T
>

class
 
StackOnArray

{

private
:

	
int
 
top
;

	
int
 
size
;

	
T
*
 
arr
;

	
void
 
resizeAndCopy
()

	
{

		
T
*
 
valueArr
 
=
 
new
 
T
[
size
];

		
for
 
(
int
 
i
 
=
 
0
;
 
i
 
<
 
top
;
 
++
i
)

		
{

			
valueArr
[
i
]
 
=
 
arr
[
i
];

		
}

		
delete
[]
 
arr
;

		
arr
 
=
 
valueArr
;

	
}

public
:

	
StackOnArray
()

	
{

		
top
 
=
 
0
;

		
size
 
=
 
10
;

		
arr
 
=
 
new
 
T
[
size
];

	
}

	

	
~
StackOnArray
()

	
{

		
delete
[]
 
arr
;

	
}

	

	
void
 
push
(
T
 
value
)

	
{

		
if
 
(
top
 
>=
 
size
)
    

		
{

			
size
 
*=
 
2
;

			
resizeAndCopy
();

		
}

		
arr
[
top
]
 
=
 
value
;

		
++
top
;

	
}

public
:

	
T
 
pop
()

	
{

		
T
 
result
 
=
 
T
();

		
if
 
(
!
isEmpty
())

		
{

			
--
top
;

			
result
 
=
 
arr
[
top
];

			
if
 
(
top
 
<=
 
size
 
/
 
3
)

			
{

				
size
 
=
 
size
 
*
 
2
 
/
 
3
;

				
resizeAndCopy
();

			
}

		
}

		
return
 
result
;

	
}

	
bool
 
isEmpty
()

	
{

		
return
 
top
 
==
 
0
;

	
}

	
int
 
getSize
()

	
{

		
return
 
size
;

	
}

};

```